# Translating the Name
Translating the Name är debutsläppt från amerikanska Saosin. EP:n är det enda släppet med nuvarande Circa Survive-sångaren Anthony Green innan Cove Reber tog över. En bonusskiva med akustiska demolåtar skickades med till personer som förbeställt tidigt.
EP:n ses generellt som Saosins bästa verk, till stor del på grund av att fansen tyckte att Anthony Greens sång var bättre än hans efterföljare samt det hårdare post-hardcore-soundet med mer skriksång och dubbelpedaltrummor. Senare EP-skivor och album har haft ett lättare sound.

## Låtlista
1. "Seven Years" – 3:12
2. "Translating the Name" – 3:26
3. "3rd Measurement in C" – 2:38
4. "Lost Symphonies" – 2:55
5. "They Perch on Their Stilts, Pointing and Daring Me to Break Custom" – 2:51

## Bonusskiva
1. "Seven Years (Akustisk)" - 3:06
2. "3rd Measurement in C (Akustisk)" - 3:10

## Listplacering
| År   | Lista                  | Position |
| ---- | ---------------------- | -------- |
| 2005 | Top Independent Albums | 36       |
| 2005 | Top Heatseekers        | 27       |